# Lowden (Iowa)
Pour les articles homonymes, voir Lowden.
Lowden est une ville du comté de Cedar, en Iowa, aux États-Unis. Elle est incorporée le 12 mars 1869. Lowden est aménagé en 1857 à l'époque où la ligne de chemin de fer Chicago and North Western Railway est prévue d'être construite dans la région. Elle est initialement baptisée Loudonville, en référence à Loudonville (Ohio), ville d'origine d'un pionnier de la première heure. 

## Source de la traduction
- (en) Cet article est partiellement ou en totalité issu de l’article de Wikipédia en anglais intitulé « Lowden, Iowa » (voir la liste des auteurs).